# Azri'el (mošav)
Azri'el (hebrejsky עַזְרִיאֵל, v oficiálním přepisu do angličtiny Azri'el) je vesnice typu mošav v Izraeli, v Centrálním distriktu, v Oblastní radě Lev ha-Šaron.

## Geografie
Leží v nadmořské výšce 51 metrů na pomezí hustě osídlené a zemědělsky intenzivně využívané pobřežní nížiny, respektive Šaronské planiny, a kopcovitých oblastí podél Zelené linie oddělujících vlastní Izrael v mezinárodně uznávaných hranicích od okupovaného Západního břehu Jordánu. Východně od vesnice protéká Nachal Alexander.
Obec se nachází 13 kilometrů od břehu Středozemního moře, cca 28 kilometrů severovýchodně od centra Tel Avivu, cca 60 kilometrů jižně od centra Haify a 13 kilometrů jihovýchodně od města Netanja. Azri'el obývají Židé, přičemž osídlení v tomto regionu je etnicky smíšené. Západním směrem v pobřežní nížině je osídlení ryze židovské. Na sever, jih a východ od mošavu ovšem leží téměř souvislý pás měst a vesnic obývaných izraelskými Araby – takzvaný Trojúhelník. Konkrétně jde o města Kalansuva (na severu), Tajbe (na východě) a Tira (na jihu). 4 kilometry od vesnice probíhá navíc Zelená linie a za ní stojí arabské (palestinské město) Tulkarm.
Azri'el je na dopravní síť napojen pomocí lokální silnice číslo 553. Východně od mošavu probíhá severojižním směrem dálnice číslo 6 (Transizraelská dálnice).

## Dějiny
Azri'el byl založen v roce 1951. K založení došlo 5. března 1951. Prvními osadníky zde byla skupina židovských přistěhovalců z Jemenu. Vesnice je pojmenována podle rabína Azriela Hildesheimera, který se v 19. století zasloužil o vyprofilování moderního ortodoxního judaismu.
Správní území obce dosahuje 3000 dunamů (3 kilometry čtvereční). Místní ekonomika je založena na zemědělství (pěstování citrusů, zeleniny a květin, chov drůbeže).

## Demografie
Podle údajů z roku 2014 tvořili naprostou většinu obyvatel v Azri'el Židé (včetně statistické kategorie "ostatní", která zahrnuje nearabské obyvatele židovského původu ale bez formální příslušnosti k židovskému náboženství).
Jde o menší sídlo vesnického typu s dlouhodobě rostoucí populací. K 31. prosinci 2014 zde žilo 824 lidí. Během roku 2014 populace stoupla o 3,9 %.
| Rok            | 1961 | 1972 | 1983 | 1995 | 2001 | 2003 | 2004 | 2005 | 2006 | 2007 | 2008 | 2009 | 2010 | 2011 | 2012 | 2013 | 2014 |
| -------------- | ---- | ---- | ---- | ---- | ---- | ---- | ---- | ---- | ---- | ---- | ---- | ---- | ---- | ---- | ---- | ---- | ---- |
| Počet obyvatel | 446  | 495  | 414  | 418  | 460  | 472  | 515  | 557  | 568  | 627  | 668  | 663  | 691  | 706  | 768  | 793  | 824  |